# U-подібний двигун

Анімація роботи U-подібного двигуна

U-поді́бний двигу́н (англ. U engine) — конфігурація поршневого двигуна внутрішнього згоряння, що конструктивно містить два рядних двигуни, колінчасті вали яких кінематично зв'язані ланцюговою або зубчастою передачею.
Такий тип двигуна використовувався набагато рідше, ніж схожі за конструкцією V-подібні двигуни, проте у період 1915—1987 років було розроблено декілька видів U-подібних двигунів для використання в літаках, перегонових авто, локомотивах, бронетехніці та суднобудуванні.

## Конструктивні особливості
Основною перевагою компонування U-подібного двигуна — це сумісність за комплектуючими деталями з рядним двигуном, на базі якого він створений, що суттєво зменшувало затрати на його проектування та виготовлення. Крім того, якщо два колінчасті вали обертаються у протилежних напрямках, гіроскопічний ефект обертових компонентів обох блоків циліндрів взаємно компенсується.
Однак V-подібний двигун, зазвичай, є компактнішим і легшим, ніж U-подібний двигун (частково через відсутність другого колінчастого вала), через що V-подібним двигунам віддавали перевагу набагато частіше, ніж U-подібним.

## Історична довідка

### Бензинові двигуни

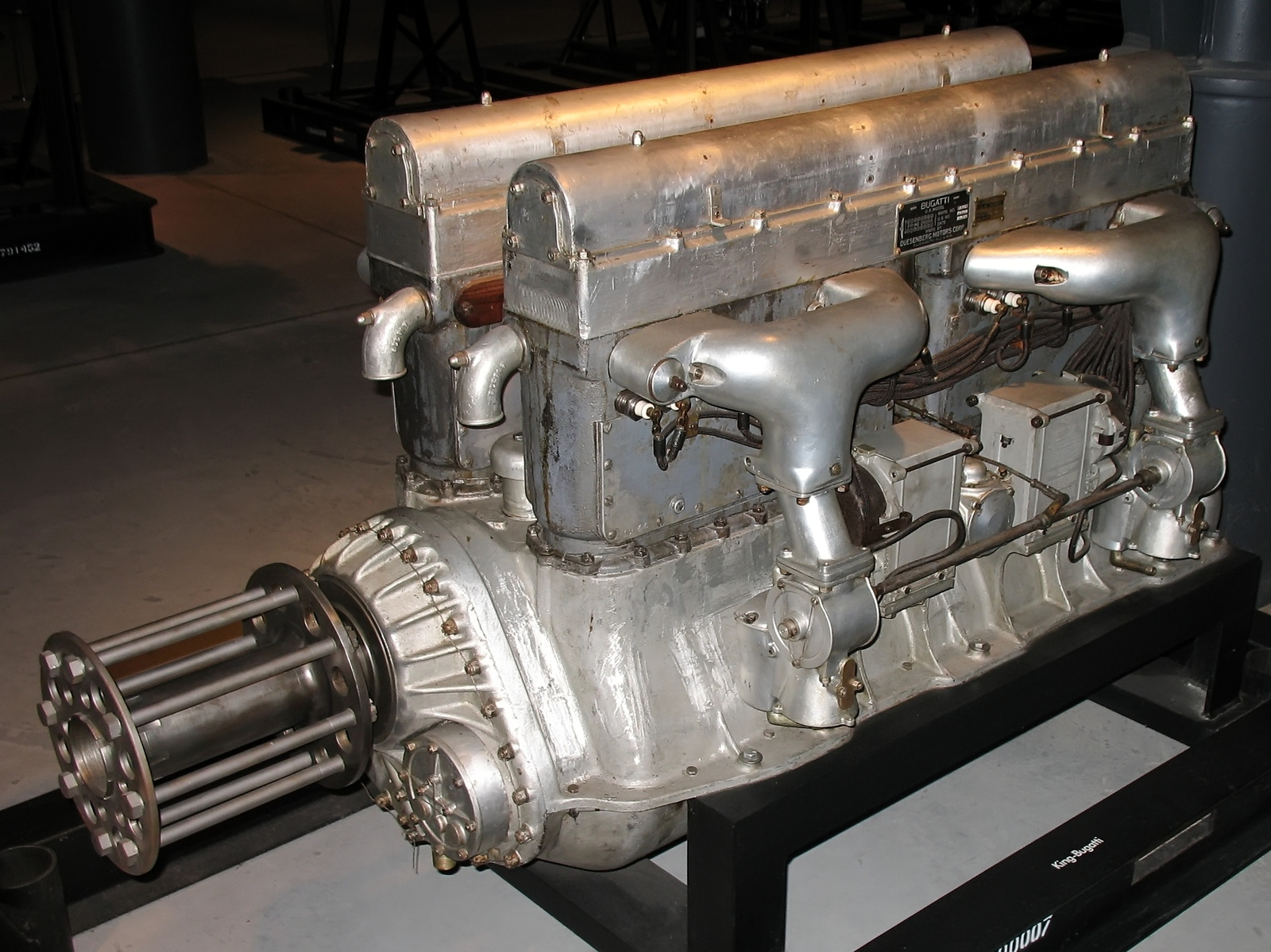
Авіаційний двигун «Bugatti U-16»

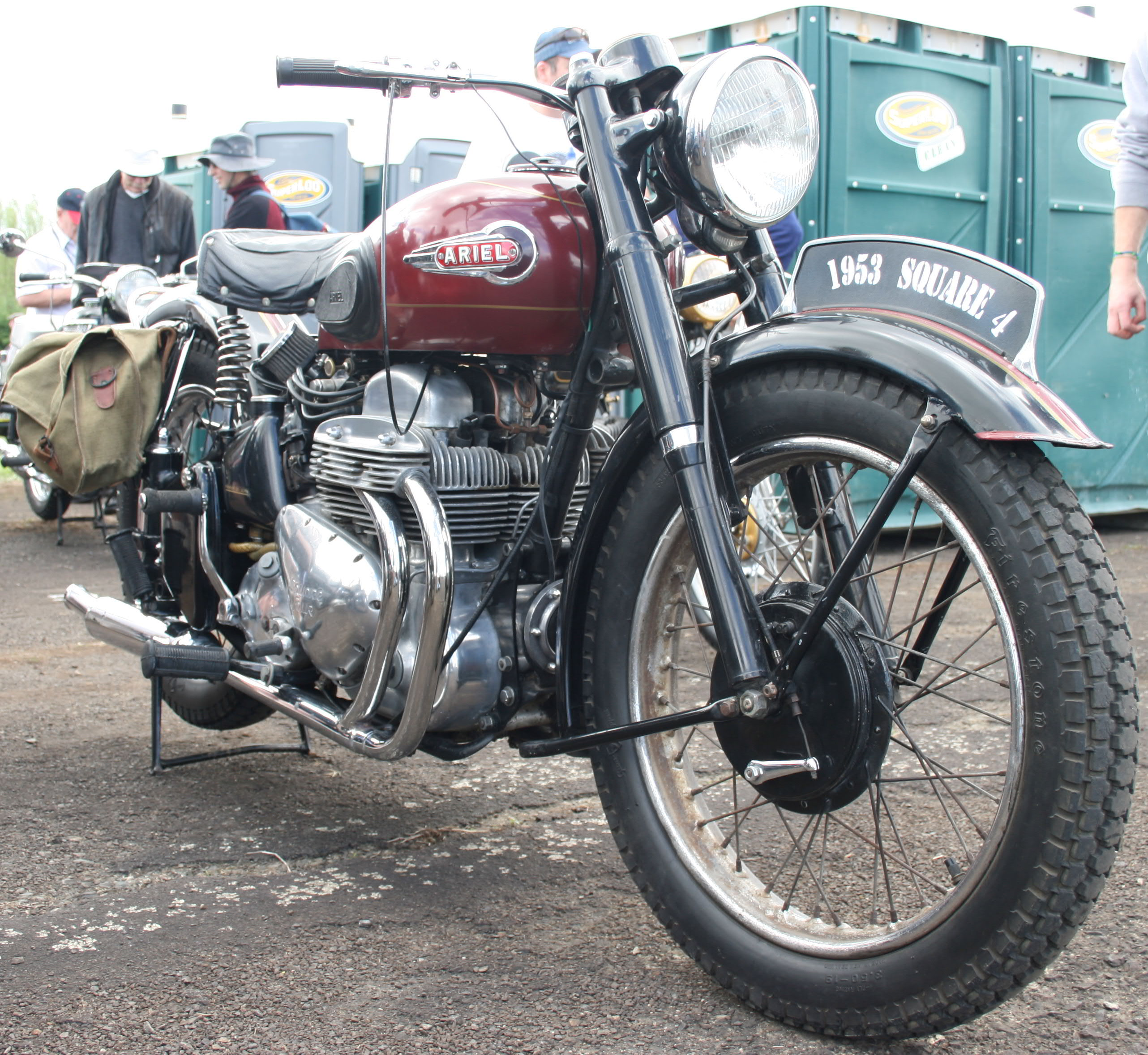
Мотоцикл «Ariel Square Four» з двигуном «square four»

Перший U-подібний двигун, який був виготовлений у 1915—1916 рр. — це авіаційний двигун «Bugatti U-16», який мав 16 циліндрів і робочий об'єм 24,3 л. Приблизно 40 таких двигунів були виготовлені на заводі компанії «Дузенберг» у США під час Першої світової війни. Невелика кількість двигунів на базі конструкції «Bugatti U» також була виготовлена після війни компанією «Breguet Aviation» у Франції.
У 1927 році на перегоновому автомобілі для Гран-Прі марки «Fiat 806» був встановлений U-подібний дванадцятициліндровий двигун, об'ємом 1,5 літра. Цей двигун, що отримав назву «Тип 406», використовував нагнітач і мав єдиний встановлений посередині впускний розподільний вал, який працював із впускними клапанами, розташованими на внутрішньому боці кожного з блоків циліндрів. Два окремі розподільні вали працювали на випускних клапанах (по одному на кожен блок циліндрів). Під час тестів агрегат розвивав потужність у 187 к.с. при 8500 об/хв при максимальному розгоні. Автомобіль «Fiat 806» брав участь лише в одній гонці, на 50 км (31 миль) Гран-прі Мілана 4 вересня 1927 року (не слід плутати з 500-кілометровим 1927 року Гран-прі Італії, що відбувся того ж дня). У змаганнях переміг «Fiat 806», однак команда «Fiat» тоді припинила брати участь у перегонах на Гран-прі, а 806-та модель більше участі у змаганнях не брала.
У мотоциклі «Ariel Square Four» у 1931—1959 роках використовувався чотирициліндровий двигун (його також називають «square four» — «квадратова четвірка»). Двигун був компактним та мав вузьку фронтальну ділянку, як і однорядний його близнюк об'ємом 500 см³, проте задня пара циліндрів цього двигуна з повітряним охолодженням була схильна до перегріву.
На мотоциклі «Suzuki RG500» у 1985—1987 рр. та декількох суміжних моделях гоночних мотоциклів використовувався чотирициліндровий U-подібний двигун з водяним охолодженням. Хоча певні успіхи у перегонах були досягнуті, дорожні мотоцикли з такими двигунами широкого збуту не отримали і розробки у цьому напрямі поступово припинились на користь звичайного рядного чотирициліндрового двигуна.

### Дизельні двигуни

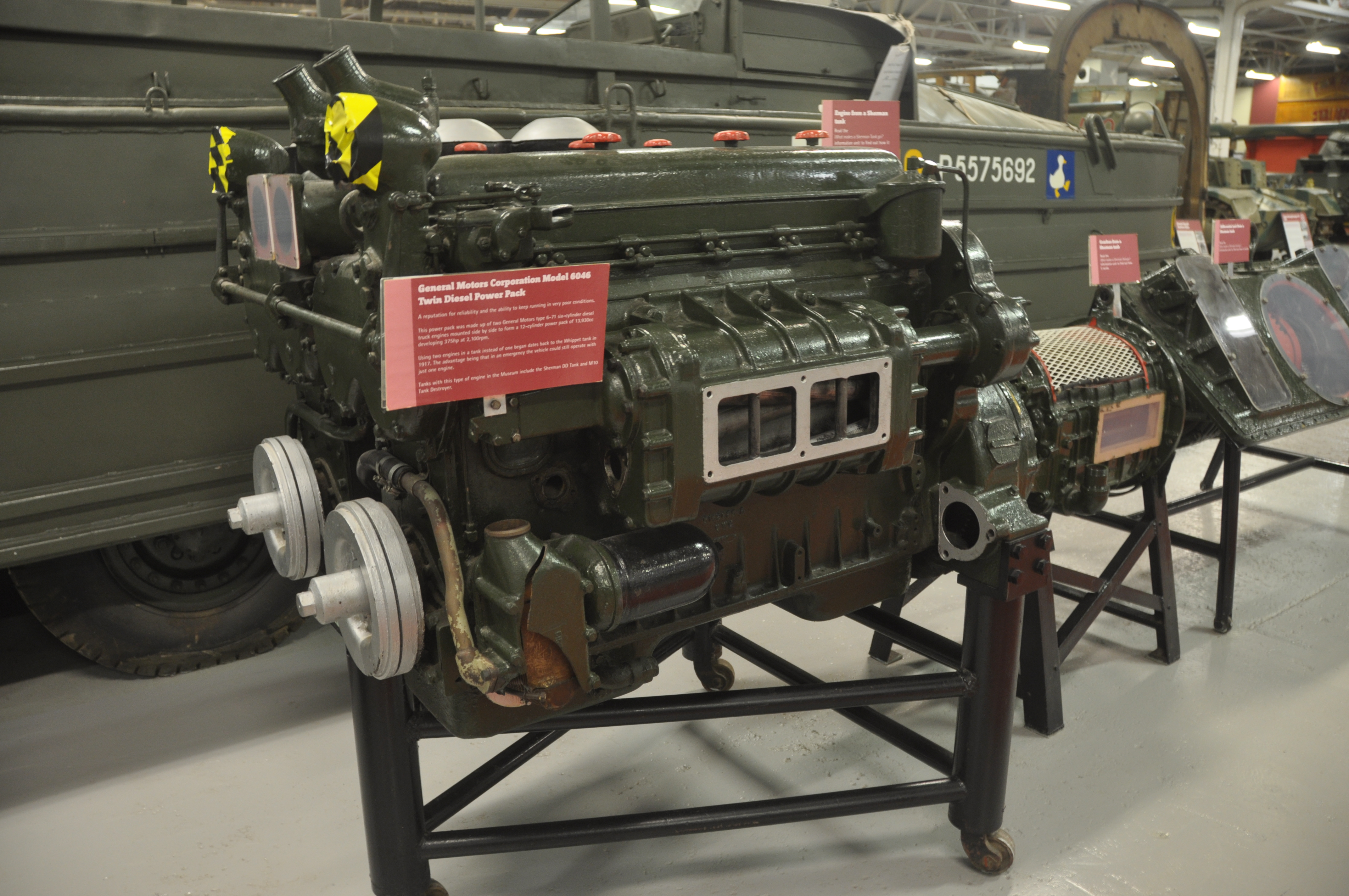
U-подібний дизельний двигун «General Motors 6046»

У 1930-х роках швейцарська компаніяSulzer Brothers Ltd. розпочала виробництво U-подібного дванадцятициліндрового двигуна серії «LD» для використання у залізничних локомотивах. Серія LD була замінена серією LDA на перехідний період від дизельної до електричної тяги, що тривав понад 50 років. Двокартерний двигун «Sulzer 12LDA» склав основу британських локомотивів, побудованих у 1960-х роках, серед яких понад 700 використовувались у локомотивах «Peak Locomotive Company» (British Rail Class 45) та локомотивах 47 класу (British Rail Class 47). Двигун «Sulzer LDA» мав менше зубчасте колесо на центральному вихідному валу, ніж два зубчасті колеса, встановлені на кінцях колінчастих валів. Це обумовило те, що вихідний вал обертався приблизно з частотою 1000 об/хв, тоді як колінчасті вали мали частоту обертання приблизно 750 об/хв. Метою такої передачі було дозволити використовувати менший і легший електричний генератор, коли двигун використовувався у дизель-електричному локомотиві.
На танках «M4 Sherman» у модифікації M4A2 встановлювались U-подібні дизельні двигуни «General Motors 6046» потужністю 375 к. с. при 2100 об/хв. Всього було вироблено 10 968 «Шерманів» мод. M4A2 на базі двигунів GM 6046, які виготовлялись на основі спарених шестициліндрових дизельних двигунів серії «Detroit Diesel Series 71». Після Другої світової війни декілька моделей танків Радянського Союзу оснащувались 16-циліндровими та 18-циліндровими двигунами, які були спроектовані на основі двигуна «General Motors 6046» методом зворотної розробки. Ці радянські двигуни вироблялись підприємством «ПО Русский дизель» (тепер ЗАТ "ПО «Дизель-Энерго») і мають позначення ДПН23/2Х30 та ДРПН23/2Х30. Сучасними версіями цих двигунів оснащуються силові суднові і корабельні установки та дизель-генератори.